# Ciclismo nos Jogos Pan-Americanos de 2019 - Corrida em estrada feminina
A competição da corrida em estrada masculino foi um dos eventos do ciclismo nos Jogos Pan-Americanos de 2019, em Lima. Foi disputada em cinco voltas nas ruas do Circuito San Miguel no dia 10 de agosto.

## Calendário
Horário local (UTC-5).
| Data         | Horário | Fase  |
| ------------ | ------- | ----- |
| 10 de agosto | 9:00    | Final |

## Medalhistas
| Ouro   | CUB Arlenis Cañadilla |
| Prata  | TTO Teniel Campbell   |
| Bronze | MEX Lizbeth Vázquez   |

## Resultados
| Colocação         | Ciclista               | Nacionalidade            | Tempo   |
| ----------------- | ---------------------- | ------------------------ | ------- |
| Medalha de ouro   | Arlenis Cañadilla      | CUB Cuba                 | 2:19:49 |
| Medalha de prata  | Teniel Campbell        | TTO Trinidad e Tobago    | 2:19:50 |
| Medalha de bronze | Lizbeth Vázquez        | MEX México               | 2:19:50 |
| 4                 | Denisse Riquelme       | CHI Chile                | 2:19:50 |
| 5                 | Lina Gómez             | COL Colômbia             | 2:19:50 |
| 6                 | Jannie Zambrano        | COL Colômbia             | 2:19:51 |
| 7                 | Wilmarys Durán         | VEN Venezuela            | 2:19:51 |
| 8                 | Fabiana Granizal       | URU Uruguai              | 2:19:51 |
| 9                 | Yumari Valdivieso      | CUB Cuba                 | 2:19:52 |
| 10                | Caitlin Conyers        | BER Bermudas             | 2:19:52 |
| 11                | Anany Ramos            | CHI Chile                | 2:19:52 |
| 12                | Iraida Ocasio          | CUB Cuba                 | 2:19:53 |
| 13                | Jéssica Rojas          | COL Colômbia             | 2:19:53 |
| 14                | Jasmin López           | GUA Guatemala            | 2:19:53 |
| 15                | Lilibeth García        | VEN Venezuela            | 2:19:53 |
| 16                | Anabel Plaza           | ARG Argentina            | 2:19:53 |
| 17                | Aranza Sánchez         | CHI Chile                | 2:19:53 |
| 18                | Ariadna Arzaluz        | MEX México               | 2:19:54 |
| 19                | Miriam Brouwer         | CAN Canadá               | 2:19:54 |
| 20                | Miryam Padilla         | ECU Equador              | 2:19:54 |
| 21                | Alexi Costa            | TTO Trinidad e Tobago    | 2:20:24 |
| 22                | Jéssica Escapite       | MEX México               | 2:20:24 |
| 23                | Leslye Rivera          | ECU Equador              | 2:20:33 |
| 24                | Lisa Groothuesheidkamp | ARU Aruba                | 2:20:33 |
| 25                | Fiorella López         | ARG Argentina            | 2:20:34 |
| 26                | Angie Bustamante       | PER Peru                 | 2:20:34 |
| 27                | Angie García           | VEN Venezuela            | 2:20:34 |
| 28                | Maggie Coles-Lyster    | CAN Canadá               | 2:20:35 |
| 29                | Nicole Mitchell        | BER Bermudas             | 2:21:16 |
| 30                | Dayana García          | ECU Equador              | 2:21:16 |
| 31                | Maribel Mangue         | ARG Argentina            | 2:21:17 |
| 32                | Luddy Quispe           | PER Peru                 | 2:21:21 |
| 33                | Erin Attwell           | CAN Canadá               | 2:23:07 |
| 34                | Cinthya Rodríguez      | PER Peru                 | 2:26:25 |
| 35                | Juana Veras            | DOM República Dominicana | 2:32:03 |
| 36                | Micaela Ricaldez       | BOL Bolívia              | 2:32:47 |

Legenda
| Recorde mundial                  | Recorde mundial (World record)               |                       | Recorde africano                      | Recorde africano (African) |                                           | Q | Classificado por posição (Qualified) |
| Recorde dos Jogos Pan-Americanos | Recorde pan-americano (Pan-American record)  | Recorde da América    | Recorde da América (Americas)         | q                          | Classificado por melhor tempo (Qualified) |   |                                      |
| Melhor marca do ano              | Melhor marca do ano (World leading)          | Recorde asiático      | Recorde asiático (Asian)              | DNS                        | Não largou (Did not start)                |   |                                      |
| Recorde nacional                 | Recorde nacional (National record)           | Recorde europeu       | Recorde europeu (European)            | DNF                        | Não terminou (Did not finish)             |   |                                      |
| Recorde pessoal                  | Recorde pessoal do atleta (Personal best)    | Recorde da Oceania    | Recorde da Oceania (Oceania)          | DSQ / DQ                   | Desclassificado (Disqualified)            |   |                                      |
| Recorde da temporada             | Recorde da temporada do atleta (Season best) | Recorde sul-americano | Recorde sul-americano (South America) | NM                         | Sem marca (No mark)                       |   |                                      |